# Pranav Venkatesh
Pranav Venkatesh, noto anche come Pranav V (Bangalore, 13 ottobre 2006), è uno scacchista indiano.
Ha ottenuto il titolo di Grande Maestro in ottobre 2021.
Nel fortissimo open di Dubai del 2017 (vinto da Gawain Jones) destò sensazione la sua vittoria nel primo turno, all'età di 10 anni e 5 mesi, contro il GM Saleh Salem (Elo 2652)

## Principali risultati
- 2015 – vince a Ahmedabad il campionato indiano U9;[4]
- 2016 – 4º nel campionato asiatico U10 di Ulan Bator
- 2016 – Medaglia di bronzo nel campionato del mondo U10 di Batumi[5]
- 2017 – in dicembre vince a Mumbai il "2nd IIFL Wealth Tournament" U13[6]
- 2020 – in dicembre vince a Tbilisi il campionato asiatico rapid U14
- 2021 – vince con 9 /9 il campionato open dello Stato del Tamil Nadu[7]
- 2023 – in ottobre vince la European Chess Club Cup con la squadra norvegese dell'Offerspill Sjakklubb del già campione del mondo Magnus Carlsen. Schierato in quarta scacchiera totalizza il punteggio di 5 su 7.[8]
- 2025 – in marzo vince a Petrovazzo il Campionato del mondo juniores di scacchi con 9 punti su 11 .[9]

Ha raggiunto il suo massimo rating FIDE in giugno 2024, con 2632 punti Elo.